# Jupiters älskling
Jupiters älskling (engelska: Jupiter's Darling) är en amerikansk romantisk komedifilm från 1955 i regi av George Sidney. Filmen är baserad på Robert E. Sherwoods antikrigs komedipjäs The Road to Rome (1927). I huvudrollerna ses Esther Williams, Howard Keel och George Sanders. Filmen var den sista av tre filmer Williams och Keel gjorde tillsammans, de andra två är Söderhavets sång (1950) och Texas Carnival (1951).

## Rollista i urval
- Esther Williams - Amytis
- Howard Keel - Hannibal
- Marge Champion - Meta
- Gower Champion - Varius
- George Sanders - Fabius Maximus
- Richard Haydn - Horatio
- William Demarest - Mago
- Norma Varden - Fabia
- Douglass Dumbrille - Scipio
- Henry Corden - Carthalo
- Michael Ansara - Maharbal
- Martha Wentworth - Widow Titus
- John Olszewski - Principal Swimming Statue